# Veliki Gaber
Veliki Gaber este o localitate din comuna Trebnje, Slovenia, cu o populație de 317 locuitori.